# Prvenstvo Kraljevine Jugoslavije u vaterpolu 1939.
Vaterpolsko prvenstvo Kraljevine Jugoslavije za 1939. godinu je osvojio Jadran iz Splita.

## Sustav natjecanja
Za razliku od proteklih godina kad je vaterpolo prvenstvo bilo održavanu u sklopu državnog prvenstva u plivanju i vaterpolu koje bi se održavalo kroz dva ili tri dana, za 1939. je Jugoslavenski plivački savez (JPS) reoganizirao sustav plivačkih natjecanja u Kraljevina Jugoslaviju u četiri dijela:
- prvenstvo klubova Nacionalne lige
- pokrajinska prvenstva klubova (po zonama)
- juniorsko prvenstvo
- pojedinačno prvenstvo za muškarce i žene

## Nacionalna liga

### Ljestvica
| mj                     | klub              | ut.      | pob.     | ner.     | por.     | gol+     | gol-     | bod.     |
| ---------------------- | ----------------- | -------- | -------- | -------- | -------- | -------- | -------- | -------- |
| 1.                     | Jadran Split      | 4        | 2        | 1        | 1        | 8        | 7        | 5        |
| 2.                     | Jug Dubrovnik     | 4        | 2        | 0        | 2        | 9        | 7        | 4        |
| 3.                     | Viktorija Sušak   | 4        | 1        | 1        | 2        | 6        | 9        | 3        |
|                        | Ilirija Ljubljana | odustali | odustali | odustali | odustali | odustali | odustali | odustali |
|                        |                   |          |          |          |          |          |          |          |
| Sušak danas dio Rijeke |                   |          |          |          |          |          |          |          |

### Rezultati
| datum        | klubovi            | rez. |
| ------------ | ------------------ | ---- |
| 23. srpnja   | Jug – Jadran       | 3:2  |
| 1. kolovoza  | Jadran – Jug       | 1:0  |
| 8. kolovoza  | Viktorija – Jug    | 2:1  |
| 16. kolovoza | Jadran – Viktorija | 1:0  |
| 20. kolovoza | Jug – Viktorija    | 5:2  |
| 26. kolovoza | Viktorija – Jadran | 2:2  |

## Pokrajinska prvenszva
Podeljena su na 3 skupine:
- prvenstvo Istočne Zone za klubove Beogradskog podsaveza
- prvenstvo Zapadne Zone za klubove Zagrebačkog i Ljubljanskog podsaveza
- prvenstvo Primorske Zone za klubove Sušačkog, Splitskog i Dubrovačkog podsaveza

Prvenstva zona se održavaju u jednom terminu – 29. i 30 srpnja, a potom ponjednici ili predstavnici iz pokrajinskih prvenstava igraju nacionalno natjecanje 5. i 6. kolovoza 1939. kod pobjednika Zapadne zone.
| ljestvica                                | ljestvica                          | ljestvica | ljestvica | ljestvica | ljestvica | ljestvica | ljestvica | ljestvica |
| mj                                       | klub                               | ut.       | pob.      | ner.      | por.      | gol+      | gol-      | bod.      |
| ---------------------------------------- | ---------------------------------- | --------- | --------- | --------- | --------- | --------- | --------- | --------- |
| 1.                                       | Vojvodina Petrovgrad               | 3         | 2         | 1         | 0         | 7         | 2         | 5         |
| 2.                                       | Somborsko sportsko udruženje (SSU) | 3         | 1         | 2         | 0         | 4         | 3         | 4         |
| 3.                                       | Brđanin Beograd                    | 3         | 1         | 1         | 1         | 10        | 4         | 3         |
| 4.                                       | Galeb Novi Sad                     | 3         | 0         | 0         | 3         | 2         | 14        | 0         |
|                                          |                                    |           |           |           |           |           |           |           |
| Petrovgrad – tadašnji naziv za Zrenjanin |                                    |           |           |           |           |           |           |           |

| rezultati           | rezultati |
| ------------------- | --------- |
| Brđanin – SSU       | 1:1       |
| Vojvodina – Galeb   | 4:0       |
| Vojvodina – SSU     | 1:1       |
| Brđanin – Galeb     | 8:1       |
| SSU – Galeb         | 2:1       |
| Vojvodina – Brđanin | 2:1       |

| mj.     | klub              |
| poredak | poredak           |
| ------- | ----------------- |
| 1.      | Z.P.K. Zagreb     |
| 2.      | Ilirija Ljubljana |

| rezultat         | rezultat |
| ---------------- | -------- |
| Z.P.K. – Ilirija | 5:3      |

| mj.                    | klub               |
| poredak                | poredak            |
| ---------------------- | ------------------ |
| 1.                     | D.P.K. Dubrovnik   |
| 2.                     | Viktorija Sušak    |
| 3. – 4.                | Jadran Herceg Novi |
| 3. – 4.                | C.S.K. Crikvenica  |
|                        |                    |
| Sušak danas dio Rijeke |                    |

| rezultati          | rezultati     |
| poluzavršnica      | poluzavršnica |
| ------------------ | ------------- |
| Viktorija – Jadran | 4:0           |
| D.P.K. – C.S.K.    | 8:2           |
|                    |               |
| za pobjednika      |               |
| D.P.K. – Viktorija | 3:2           |

| ljestvica | ljestvica          | ljestvica | ljestvica | ljestvica | ljestvica | ljestvica | ljestvica | ljestvica |
| mj        | klub               | ut.       | pob.      | ner.      | por.      | gol+      | gol-      | bod.      |
| --------- | ------------------ | --------- | --------- | --------- | --------- | --------- | --------- | --------- |
| 1.        | Z.P.K. Zagreb      | 2         | 2         | 0         | 0         | 22        | 3         | 4         |
| 2.        | Jadran Herceg Novi | 2         | 1         | 0         | 1         | 10        | 9         | 2         |
| 3.        | Galeb Novi Sad     | 2         | 0         | 0         | 2         | 0         | 20        | 0         |

| rezultati       | rezultati |
| --------------- | --------- |
| Z.P.K. – Jadran | 9:3       |
| Z.P.K. – Galeb  | 13:0      |
| Jadran – Galeb  | 7:0       |

## Poveznice
- Jugoslavenska vaterpolska prvenstva